# Брабец, Эрих
Э́рих Бра́бец (чеш. Erich Brabec; род. 24 февраля 1977, Ческе-Будеёвице, Чехословакия) — чешский футболист, защитник. Сыграл два матча за национальную сборную Чехии.

## Карьера
В июне 2012 года Брабец перешёл в клуб «Сеница» из одноимённого города. Президент клуба Виктор Блажек был рад тому, что им удалось заполучить столь опытного защитника.
В конце января 2014 года Эрих стал игроком пражского клуба «Богемианс 1905». Контракт был рассчитан на один сезон. Брабец дебютировал в команде 22 февраля в матче с клубом «Пршибрам».
В феврале 2015 года подписал контракт с либерецким «Слованом», за который сыграл 6 матчей чемпионата и выиграл Кубок Чехии. По окончании сезона 2014/15 завершил карьеру футболиста.

## Статистика выступлений за сборную
| Матчи Эриха Брабеца за сборную Чехии | Матчи Эриха Брабеца за сборную Чехии | Матчи Эриха Брабеца за сборную Чехии | Матчи Эриха Брабеца за сборную Чехии | Матчи Эриха Брабеца за сборную Чехии | Матчи Эриха Брабеца за сборную Чехии | Матчи Эриха Брабеца за сборную Чехии |
| ------------------------------------ | ------------------------------------ | ------------------------------------ | ------------------------------------ | ------------------------------------ | ------------------------------------ | ------------------------------------ |
| №                                    | Дата                                 | Оппонент                             | Счёт                                 | Голы                                 | Соревнование                         |                                      |
| 1                                    | 8 февраля 2000                       | Мексика                              | 2 : 1                                | -                                    | Товарищеский матч                    |                                      |
| 2                                    | 5 июня 2009                          | Мальта                               | 1 : 0                                | -                                    | Товарищеский матч                    |                                      |

## Достижения
«Славия Прага»
- Чемпион Чехии (2): 2007/08, 2008/09

 «Спарта Прага»
- Чемпион Чехии: 2009/10

 «Слован Либерец»
- Обладатель Кубка Чехии: 2014/15